# Mrinal Sen
Mrinal Sen, talvolta trascritto come Mrinal Shen (Faridpur, 14 maggio 1923 – Calcutta, 30 dicembre 2018), è stato un regista indiano.

## Biografia
Ha studiato fisica e da studente è stato coinvolto nell'ala culturale del Partito Comunista.
Ha diretto i suoi film in più lingue, dal bengali all'hindi, ma anche in oriya e telugu.
Si tratta di uno dei più famosi registi d'autore di Bollywood, accanto a Shyam Benegal, oltre ai defunti Satyajit Ray e Ritwik Ghatak.
Ha ricevuto vari premi, in particolare grazie a Bhuvan Shome a Venezia, Chorus a Berlino e Kharij a Cannes.
Il film Chaalcitra è stato presentato alla Festa Internazionale di Roma nel 2007, nella sezione d'essai.

## Filmografia
- Raatbhor (1955)
- Neel Akasher Neechey (1958)
- Baishey Sravan (1960)
- Punascha (1961)
- Abasheshe (1963)
- Pratinidhi (1964)
- Akash Kusum (1965)
- Matira Manisa (1966)
- Bhuvan Shome (1969)
- Interview (1970)
- Ek Adhuri Kahani (1971)
- Calcutta-71 (1972)
- Padatik (1973)
- Chorus (1974)
- Mrigaya (1976)
- Oka Uri Katha (1977)
- Parasuram (1978)
- Ek Din Pratidin (1979)
- In cerca della carestia (Akaler Sandhane) (1980)
- Chaalchitra (1981)
- Kharij (1982)
- Khandhar (1983)
- Genesis (1986)
- Ek Din Achanak (1989)
- Mahaprithivi (1991)
- Antareen (1993)
- Amar Bhuban (2002)